# 불해 (중위)
불해(不害, ? ~ ?)는 전한 초기의 관료로, ‘불해’는 이름자이며, 성씨는 알 수 없다. 안사고는 무제 때의 인물인 위불해와 같은 인물이라고 주장하였으나, 근거는 알 수 없다.

## 행적
경제 중3년(기원전 147년), 흉노가 변방에서 노략질을 하였다. 중위 불해는 거기(車騎)·재관(材官)을 이끌고 고류(高柳)에 주둔하였다.

## 출전
- 반고, 《한서》 권27중지하 오행지 中之下

| 전임 질도 | 전한의 중위 (기원전 147년 당시) | 후임 영성 |